# Zenobia (cràter)
Zenobia és un cràter d'impacte en el planeta Venus de 39,1 km de diàmetre. Porta el nom de Zenòbia (c. 240 - c. 274), reina de Palmira, i el seu nom va ser aprovat per la Unió Astronòmica Internacional el 1994.